# پراکسیتلیس وروس
پراکسیتلیس وروس (یونانی: Πραξιτέλης Βούρος؛ زادهٔ ۸ مهٔ ۱۹۹۵) بازیکن فوتبال اهل یونان است.
از باشگاه‌هایی که در آن بازی کرده‌است می‌توان به المپیاکوس اشاره کرد.
وی همچنین در تیم‌های ملی فوتبال Greece U17 Greece U18 Greece U19 Greece U21 ۱۷ نوامبر ۲۰۱۵ بازی کرده‌است.